# Square du Roule
Square du Roule är en återvändsgata i Quartier du Faubourg-du-Roule i Paris åttonde arrondissement. Gatans namn kommer av Rue du Faubourg-du-Roule, som tidigare utgjorde en del av Rue du Faubourg-Saint-Honoré. Square du Roule börjar vid Rue du Faubourg-Saint-Honoré 223.

## Omgivningar
- Saint-Philippe-du-Roule
- Saint-Ferdinand-des-Ternes
- Triumfbågen
- Avenue de Wagram
- Villa Nouvelle
- Rue de l'Étoile
- Place des Ternes
- La Maison du chocolat

## Bilder
| - Gatuskylt. - Saint-Philippe-du-Roule. - Saint-Ferdinand-des-Ternes. - La Maison du chocolat. |

## Kommunikationer
- Tunnelbana – linje  – Ternes
- Busshållplats Hoche – Saint-Honoré – Paris bussnät

### Webbkällor
- ”Square du Roule”. Mairie de Paris. https://web.archive.org/web/20190905053505/http://www.v2asp.paris.fr/commun/v2asp/v2/nomenclature_voies/Voieactu/8359.nom.htm. Läst 18 november 2023.
- ”Square du Roule (8ème arrondissement)”. Les rues de Paris. https://web.archive.org/web/20160409061308/http://www.parisrues.com/rues08/paris-08-square-du-roule.html. Läst 18 november 2023.